# Ekkehard Jost/Diskografie

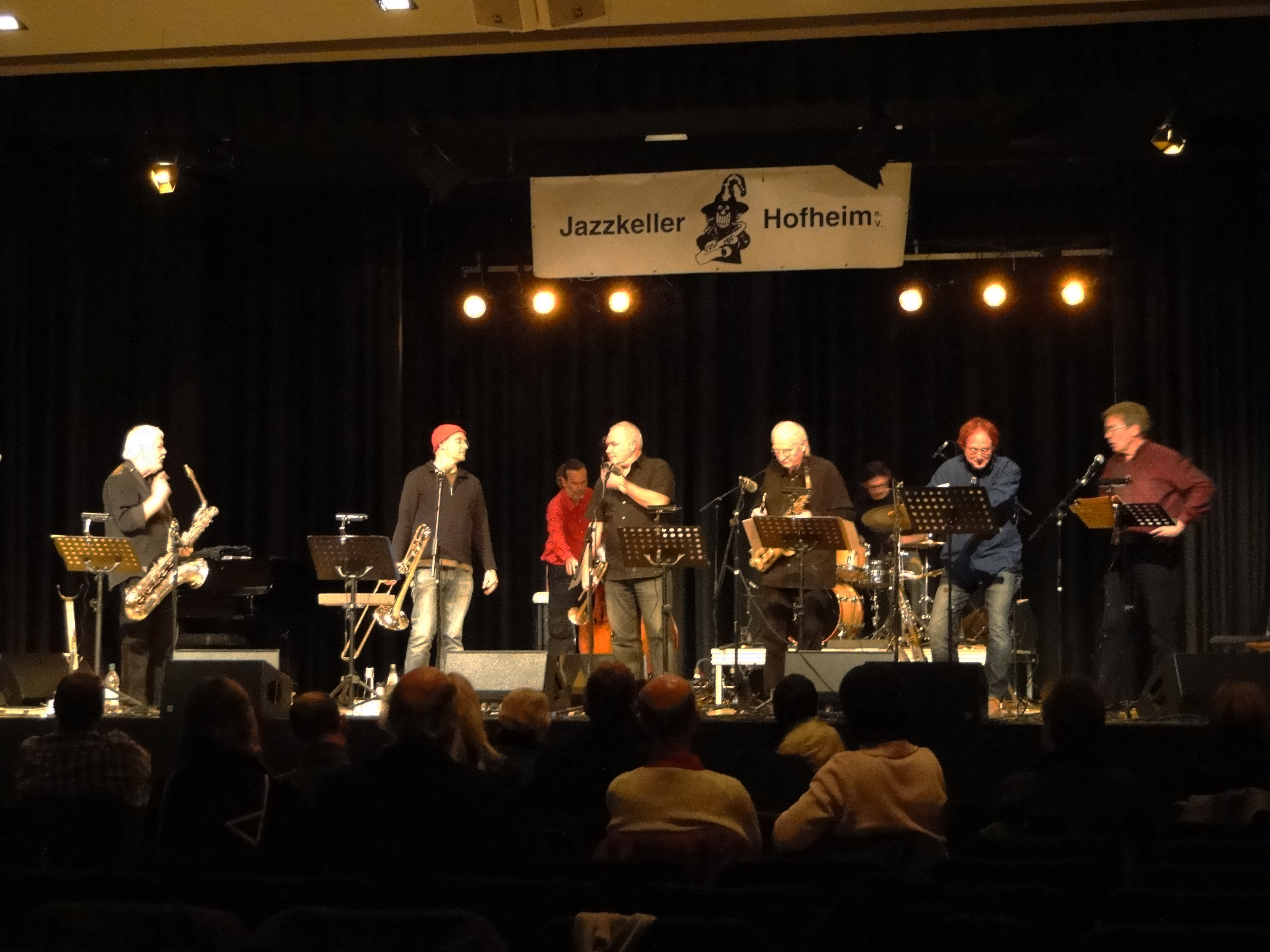
Das Ekkehard-Jost-Oktett mit Dietmar Mues auf dem Hofheimer Jazzfestival (2009)

Diese Diskografie ist eine Übersicht über die veröffentlichten Tonträger des Saxophonisten, Klarinettisten, Bandleaders und Musikwissenschaftlers Ekkehard Jost. Sie umfasst seine Alben unter eigenem Namen sowie kollektive Bandprojekte (Abschnitt 1), seine Mitwirkungen auf Aufnahmen Anderer (Abschnitt 2) und Kompilationen (Abschnitt 3). Nach Angaben des Diskografen Tom Lord war er zwischen 1979 und 2006 an 34 Aufnahmesessions beteiligt.

## Veröffentlichungen

### Alben unter eigenem Namen
Dieser Abschnitt listet die von Ekkehard Jost zu Lebzeiten (samt kollektiver Bandprojekte wie Grumpf, Double Talk, Free Spirits oder Masters of Turbosilence) seit 1988 auf seinem eigenen Musiklabel Fish Music veröffentlichten LPs und CDs chronologisch nach Veröffentlichungsjahr.
| Album                                                                  | Musiklabel | VÖ   | Aufnahme | Anmerkungen |
| ---------------------------------------------------------------------- | ---------- | ---- | -------- | --- |
| Wetterau                                                               | FMP/SAJ    | 1979 | 1978     | Grumpf, mit Wenzel Sadlo, Michael Schlaper, Manfred Becker, Jürgen Bock, Johannes Oehlmann |
| Unhip Trip                                                             | View       | 1980 | 1980     | Grumpf, mit Michael Schlaper, Manfred Becker, Georg Wolf, Johannes Oehlmann |
| Ich weiss auch nicht, was los ist                                      | Wergo      | 1981 | 1979     | Grumpf, mit Michael Schlaper, Manfred Becker, Georg Wolf, Johannes Oehlmann |
| Carambolage                                                            | View       | 1984 | 1983     | Ekkehard Jost Quintet, mit Herbert Hellhund, Dirk Huelst, Georg Wolf, Joe Bonica |
| Die Dunkle Wolke                                                       | Fish       | 1988 | 1987     | Sommer/Jost – DuOh! (Duo Günter Baby Sommer/Ekkehard Jost) |
| Amman Boutz                                                            | Fish       | 1989 | 1989     | Amman Boutz (Jost, Hellhund, Manderscheid, Bonica) |
| Camino Fatal                                                           | Fish       | 1990 | 1990     | Baby Sommer, Ekkehard Jost, Dieter Manderscheid |
| Weimarer Balladen                                                      | Fish       | 1992 | 1991     | Ekkehard Jost Ensemble, mit Herbert Hellhund, Detlef Landeck, Ulli Orth, Wollie Kaiser, Martin Pfleiderer, Manfred Becker, Dieter Glawischnig, Gerd Stein, Dieter Manderscheid, Joe Bonica, Friederike Nicklaus |
| Von Zeit zu Zeit                                                       | Fish       | 1994 | 1993     | Ekkehard Jost & Chromatic Alarm, mit Reiner Winterschladen, Detlef Landeck, Dieter Manderscheid, Joe Bonica |
| Out of Jost’s Songbook                                                 | Fish       | 1994 | 1994     | Ekkehard Jost Nonet, mit Reiner Winterschladen, Detlef Landeck, Frank Gratkowski, Wollie Kaiser, Manfred Becker, Dieter Glawischnig, Dieter Manderscheid, Joe Bonica |
| Deep                                                                   | Fish       | 1998 | 1997     | Reiner Winterschladen, Ekkehard Jost, Ewald Oberleitner, Tony Oxley |
| Wintertango                                                            | Fish       | 1997 | 1997     | Ekkehard Jost & Chromatic Alarm, mit Reiner Winterschladen, Detlef Landeck, Dieter Manderscheid, Joe Bonica |
| Some Other Tapes                                                       | Fish       | 1998 | 1987–97  | Duo-, Trio-, Quartett- und Quintett-Sessions mit Baby Sommer, Peter Geisselbrecht, Winfried Pape, Herbert Hellhund, Dieter Manderscheid, Joe Bonica, Renato Geremia, Mauro Orselli, Vinko Globokar, Reiner Winterschladen, Detlef Landeck, Sebi Tramontana, Eugenio Colombo, Wollie Kaiser, Dieter Glawischnig, Freddie Becker, Frank Gratkowski, Friederike Nicklaus, Peter Brötzmann, Vinko Globokar, Jean-Charles François, Stefan Lottermann, Kai Rohde, Ewald Oberleitner, Tony Oxley, Joachim Michelmann |
| Gesänge gegen den Gleichschritt (Politische Musik aus 5 Jahrhunderten) | Fish       | 2010 | 2009     | Ekkehard Jost Oktett, mit Reiner Winterschladen, Christof Thewes, Wollie Kaiser, Friedhelm Schönfeld, Dieter Manderscheid, Joe Bonica, Dietmar Mues (Stimme) |
| Cantos de Libertad                                                     | Fish       | 2006 | 2006     | Ekkehard Jost Ensemble, mit Reiner Winterschladen, Detlef Landeck, Eugenio Colombo, Wollie Kaiser, Dieter Glawischnig, Gerd Stein, Dieter Manderscheid, Joe Bonica, Marta de la Vega (Rezitation) |
| Achtundzwanzig Miniaturen                                              | Fish       | 2014 | 2012     | Double Talk, mit Reiner Winterschladen |
| Estoy depistado como un pulpo en el garaje                             | Fish       | 2015 | 2013     | Jo-Wi-Ma – Double Talk Plus, mit Dieter Manderscheid, Reiner Winterschladen |
| Gut’n Tag, Vogel!                                                      | Fish       | 2015 | 2016     | Free Spirits, mit Uli Lenz, Dieter Manderscheid, Kubi Kubach, Janusz Stefański |
| WinterReise                                                            | Fish       | 2016 | 2016     | Masters of Turbosilence, mit Reiner Winterschladen, Detlef Landeck, Kubi Kubach, Zam Johnson |

### Weitere Alben
| Album                    | Musiker/Band                      | rec   | Musiklabel | Anmerkungen |
| ------------------------ | --------------------------------- | ----- | ---------- | --- |
| In the Tradition         | Neighbours                        | GNM   | 1994       | mit Johannes Barthelmes, Uwe Werner, Dieter Glawischnig, Erich Gramshammer, Andreas Schreiber, Ewald Oberleitner, John Preininger, Tony Oxley, Armin Pokorn |
| 15th Anniversary Concert | Jazz am Minett (J.A.M.) All Stars | Usine | 2002       | mit Michel Pilz, Luciano Pagliarini, Dieter Manderscheid, Tox Drohar, Konni Troost                                                                          |

### Kompilationen
Dieser Abschnitt dokumentiert Ekkehard Josts Beiträge zu Kompilationen mit verschiedenen Künstlern.
| Album                                          | Musiklabel    | VÖ   | Aufnahme | Anmerkungen                                                                                             |
| ---------------------------------------------- | ------------- | ---- | -------- | --- |
| Das Weimarer Dreieck des Zeitgenössischen Jazz | Jazzwerkstatt | 2000 | ?        | Aufnahmen von Tomasz Stańko, Marc Ducret, Friedhelm Schönfeld Trio, Ekkehard Jost, Zbigniew Namysłowski |